# Calliphlox amethystina
El colibrí amatista (Calliphlox amethystina), también denominado estrellita amatista (en Perú y Ecuador), picaflor amatista (en Bolivia, Argentina y Paraguay), tucusito amatista (en Venezuela), rumbito amatista o zumbador amatista (en Colombia) o colibrí estrella de cola tijereta, es una especie de ave apodiforme de la familia Trochilidae, la única perteneciente al género monotípico Calliphlox. Es nativo de América del Sur.

## Distribución y hábitat
Se distribuye ampliamente en la mayor parte del norte y este de América del Sur, desde el este de Colombia hacia el este por Venezuela, Guyana, Surinam y Guayana Francesa, hacia el sur por los contrafuertes andinos del este de Ecuador, este de Perú hasta el norte de Bolivia, hacia el este y sur a través de Brasil hasta Paraguay y el noreste de Argentina (Misiones). El área de distribución de esta ave rodea la Amazonía por las estribaciones de los Andes en su cuenca alta, pero está ausente de la mayor parte de la región amazónica, aunque en Brasil se encuentra a unos 500 km de la desembocadura del río Amazonas.
Esta especie es considerada común en la mayor parte de su rango, en una gran variedad de hábitats, desde bordes de bosques húmedos, claros y sabanas hasta bosques abiertos con matorrales, no está presente en el interior de los bosques; en altitudes hasta 1500 m. Se alimenta en arbustos bajos y árboles pequeños.

## Descripción
Mide unos 7,5 cm de longitud y pesa unos 3 g por lo que es una de las aves más pequeñas que existen. Sus partes superiores son de color verde brillante y presentan una banda blanca alrededor del pecho. El macho se diferencia de la hembra por tener su cola bifurcada mucho más larga y tener la garganta de color violeta con irisaciones metálicas rosadas, además el vientre de estos es gris verdoso claro mientras que el de las hembras es anaranjado.

## Sistemática

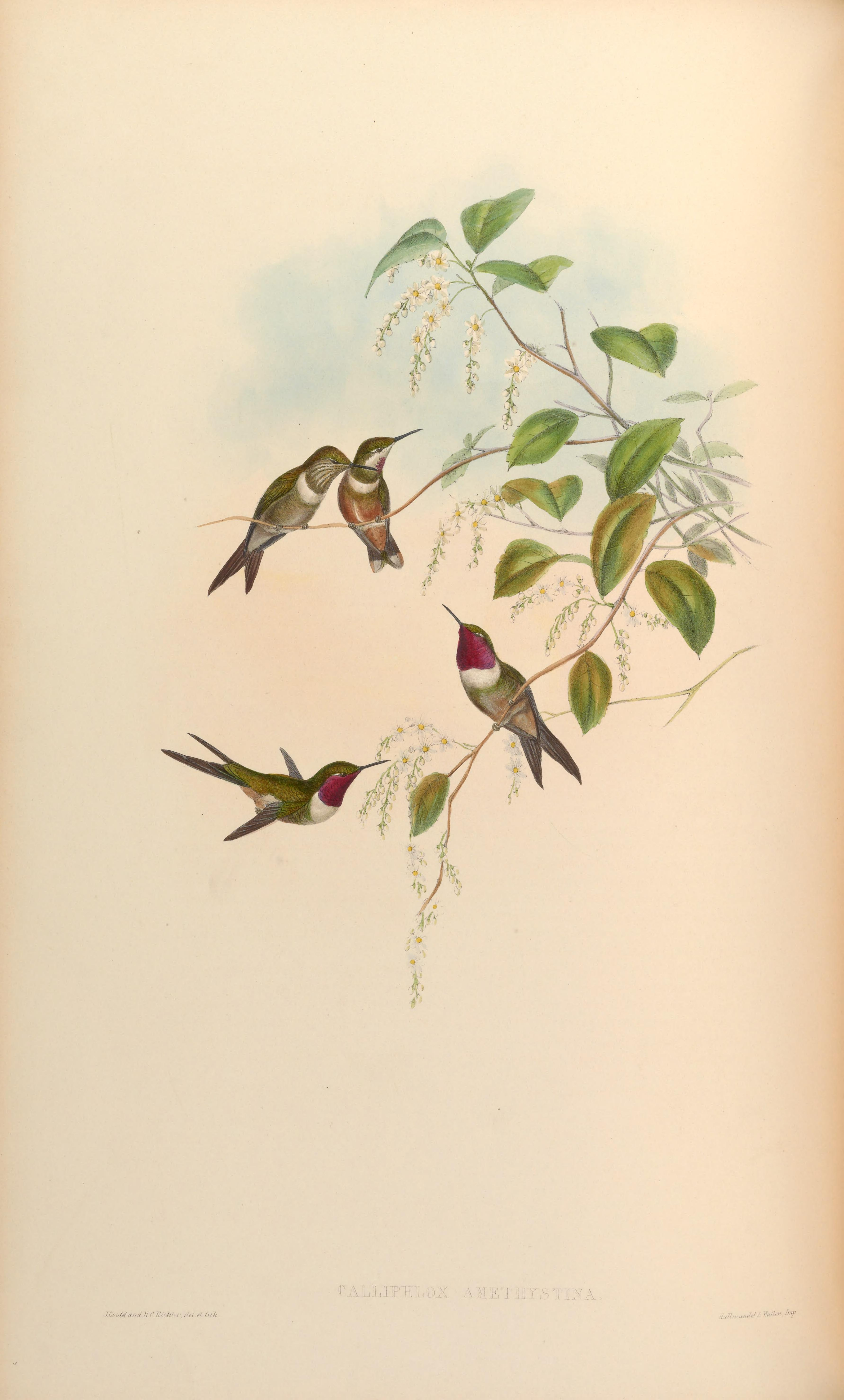
Calliphlox amethystina, ilustración de Gould y Richter en A monograph of the Trochilidae, or family of humming-birds 3, 1861.

### Descripción original
La especie C. amethystina fue descrita por primera vez por el naturalista neerlandés Pieter Boddaert en 1783 bajo el nombre científico Trochilus amethystinus; su localidad tipo es: «Cayena, Guayana Francesa».

### Etimología
El nombre genérico femenino «Calliphlox» se compone de las palabras del griego «kallos» que significa ‘belleza’, y «phlox» que significa ‘fuego, llama’; y el nombre de la especie «amethystina», del latín «amethystinus» que significa ‘de color de amatista’.

### Taxonomía
Los estudios filogenéticos demostraron que las otras cuatro especies anteriormente en el género Calliphlox no eran ni cercanamente parientes de la presente especie por lo que fueron transferidas para los géneros resucitados Nesophlox y Philodice. Como consecuencia de estos cambios taxonómicos, Calliphlox se volvió monotípico.
La forma descrita Smaragdochrysis iridescens Gould, 1861, conocida sólo por el espécimen tipo y en el pasado tratada como especie válida y género monotípico, es considerada ahora como un híbrido entre la presente y Chlorostilbon lucidus. Es monotípica.